# Vi coactus
Vi Coactus, V.C., VC (łac. coāctus – „będący wymuszony” albo „będący zmuszony” np. groźbą lub przemocą; imiesłów bierny wywodzący się od czasownika cōgō  – „przymuszam” albo „zmuszam”) – dopisek stosowany podczas podpisywania różnego rodzaju aktów prawnych wywołujących określone skutki prawne, w tym:
- czynności prawnych (np. oświadczenie woli, pełnomocnictwo, umowa),
- aktów tworzenia prawa (np. ustawa, dekret, rozporządzenie, zarządzenie),
- aktów stosowania prawa (np. decyzja administracyjna, orzeczenie sądowe).

Dopisek w postaci wyrażenia „Vi Coactus”, skrótowca „V.C.” bądź „VC” albo tylko znaku wielokropka „…” zamieszczony przez daną osobę przy swoim podpisie sygnalizuje fakt, iż została ona zmuszona do podpisania rozpatrywanego aktu prawnego wbrew swej woli, a wszelkie ewentualne decyzje i zobowiązania podejmowała pod przymusem, toteż nie muszą odzwierciedlać jej prawdziwych zamiarów. Zastosowanie dopisku wyraża również przekonanie tej osoby o nieważności złożonego w ten sposób podpisu.

## Przykłady użycia
Korneliusz de Witt u schyłku swojej kariery politycznej w Holandii mierzył się z wzbierającą falą protestów społecznych, do których podżegali opozycyjni oranżyści oczekujący od niego wdrożenia ustawy znoszącej edykt wieczysty i przywracającej urząd namiestnika. 3 lipca 1672 r. wściekły tłum osaczył go w domu w Dordrechcie i groził mu śmiercią, jeżeli ten nie dostosuje się do przedstawionych żądań. Polityk wciąż jednak uparcie odmawiał, aż w końcu nawet żona Maria van Berckel zaczęła go błagać, aby zgodził się dla dobra rodziny, ponieważ w przeciwnym razie odejdzie od niego razem z dziećmi. Ostatecznie podpisał więc rzeczoną ustawę, ale do swojego nazwiska dopisał zwrot „V.C.”, dając tym samym wyraz temu, że uległ pod wpływem siły. Sam dopisek został jednak zatarty przez żonę.
Powyższa historia znalazła swoje odzwierciedlenie w początkowych rozdziałach książki Czarny tulipan A. Dumasa.